# 侯嬴
侯嬴（前4世纪—前257年），战国时期魏国的隐士，七十多岁为魏国国都大梁（今开封市）的守门小吏。为信陵君魏无忌所尊重，待以上礼。
前257年，秦国白起率军围攻赵国都城邯郸，信陵君欲援赵。侯嬴为之谋划，因魏安禧王的宠妃如姬曾受信陵君之恩，侯嬴定计让如姬盗出宮中虎符，并让力士朱亥陪同信陵君，威奪晋鄙兵權以救赵，史称“信陵君窃符救赵”。
信陵君出发后，侯嬴自刎而死，大约與朱亥殺死晋鄙同時。